# Polittico di san Giovanni Battista
Il Polittico di san Giovanni Battista è un dipinto a olio su tavola di Cima da Conegliano, databile al 1504-1509 e conservato nella chiesa di San Giovanni Battista di San Fior.

## Storia
La pala d'altare fu commissionata dalla comunità religiosa di San Fior nei primissimi anni del XVI secolo, per impreziosire una delle chiese più importanti e antiche del territorio: doveva rappresentare il santo più importante, il Battista, al centro, e ai lati i santi protettori delle chiese vicine.
Oggi la pala è ancora conservata nella Chiesa di San Giovanni Battista, della quale riempie la parte retrostante l'altare maggiore, spiccando in un contesto intonacato di bianco.

## Descrizione
L'opera, inserita in un cassettone neorinascimentale del 1925, consta di otto parti: una tavola maggiore al centro, quattro pannelli laterali minori e una predella contenente tre formelle.
Da sinistra le parti che compongono il polittico rappresentano:
- Santi Pietro e Lorenzo
- Santi Fiorenzo e Vendemiale
- San Giovanni Battista (pannello centrale)
- Santi Bartolomeo e Urbano
- Santi Biagio e Giustina da Padova

I santi che attorniano il Battista, patrono di San Fior assieme a San Fiorenzo, sono i titolari delle chiese del circondario ecclesiasticamente dipendenti. San Pietro è patrono di Zoppè, san Lorenzo di Pianzano, san Bartolomeo di Bibano, sant'Urbano del Prato di Campardo, oggi località del comune di Godega di Sant'Urbano, san Biagio di Bavèr, santa Giustina di San Fior di Sotto e san Vendemiale (o Vendemiano) dell'omonima località.
La predella contiene rispettivamente i seguenti episodi della vita del santo protettore:
- La predica del Battista
- La decollazione del Battista
- La consegna della testa del Battista a Salomé.

Attualmente il polittico si trova ricomposto nel presbiterio della chiesa neogotica, inaugurata nel 1930, che prende il posto della vecchia chiesa arcipretale la cui entrata era rivolta a ovest. Durante la prima guerra mondiale l'opera era stata rimossa dalla sua sede a scopo precauzionale, ma la cornice che conteneva gli otto pannelli andò persa. Negli anni venti, su disegno di Ferdinando Forlati, venne realizzato un nuovo cassettone in stile quattrocentesco che tuttora contiene l'opera.
Il dipinto, i cui colori si erano conservati meglio di molti altri dell'epoca, ha comunque dovuto subire alcuni interventi di restauro: il più importante nel 1962, in occasione della mostra che Treviso dedicò al Cima, e il più recente nel 1993.